# إدوارد وايت باترسون
إدوارد وايت باترسون (بالإنجليزية: Edward White Patterson)‏ هو محامي وسياسي أمريكي، ولد في 4 أكتوبر 1895، وتوفي في 6 مارس 1940. حزبياً، نشط في الحزب الديمقراطي. وقد انتخب عضو مجلس النواب الأمريكي.